# Accident ferroviaire de 2004 au Sri Lanka
L'accident ferroviaire de 2004 au Sri Lanka s'est produit le 26 décembre 2004, en raison d'un important tsunami, qui a entraîné un train bondé de passagers circulant sur une voie ferrée côtière située près de Peraliya, au sud du Sri Lanka. Cet accident ferroviaire est le plus meurtrier de l'histoire, faisant au moins 1 700 morts,.

## Circonstances

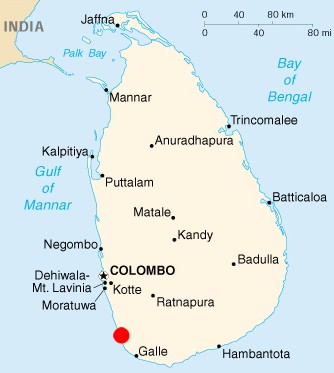
Position du train par rapport à Colombo et à Galle lors de l'accident.

Le train, connu localement sous le nom de Queen of the Sea Line, est un train régulier circulant entre les villes de Colombo et Galle, qui longe la côte sud-ouest du Sri Lanka.
Le dimanche 26 décembre 2004, au moment de la fête bouddhiste de la pleine Lune et des fêtes de Noël, le train quitte Colombo peu après 6h55, heure locale, avec à son bord environ 1 000 à 1 500 passagers ayant payé et un nombre inconnu de passagers n'ayant pas payé.
À 9h30, le train roule dans le village de Peraliya, près de Telwatta, à environ deux cents mètres à l'intérieur des terres. La plage est alors atteinte par la première des grosses vagues du tsunami engendré par le séisme, qui a préalablement frappé les côtes de Sumatra, en Indonésie. Le train s'arrête alors que l'eau commence à le submerger. Des centaines de villageois, croyant que le train est un refuge sûr, grimpent sur le toit des voitures pour échapper à l'eau. D'autres se cachent derrière le convoi, par rapport à la côte, espérant que le train les protègera de la vague. 
Les voitures sont inondées, ce qui cause un mouvement de panique chez les passagers. La deuxième vague, beaucoup plus grosse que la première, soulève le train et le projette sur les arbres et habitations situés près de la voie ferrée, écrasant au passage les gens qui s'abritaient derrière lui. Les huit voitures sont si bondées que les portes sont bloquées, ce qui entraîne la noyade des passagers alors que l'eau continue à affluer. Des estimations basées sur l'état du rivage et des marques sur les bâtiments évaluent la taille des vagues de 7,5 à 9 mètres au-dessus du niveau de la mer, c'est-à-dire environ deux à trois mètres[Combien ?] au-dessus du sommet du train.
En raison de l'ampleur du désastre, les autorités n'ont pas réussi à faire face à la situation. Les services locaux ont été détruits et les services d'urgence nationaux ainsi que les forces militaires étaient débordés et n'ont pas été informés de l'emplacement exact du train avant plusieurs heures. Des dizaines de personnes blessées sont mortes dans les décombres au cours de la journée. Plusieurs corps ont été récupérés après plus d'une semaine.

## Bilan
Selon les autorités, quelques dizaines de personnes ont survécu à l'accident. Le nombre de morts a été estimé à au moins 1 700 personnes (probablement au-delà de 2 000), bien que seulement environ 900 corps aient été officiellement récupérés. Plusieurs ont été emportés par la mer ou par des proches. 
La ville de Peraliya a été détruite. Des centaines d'habitants ont disparu et tous les bâtiments ont été rasés, à l'exception d'une dizaine. 
Plus de deux cents corps n'ont pas été identifiés ou réclamés. Ils ont été enterrés trois jours plus tard lors d'une cérémonie bouddhiste célébrée près de la voie ferrée détruite.